# Open Unified Process
Open Unified Process (OpenUP) – część Eclipse Process Framework (EPF), rozwijanego poprzez Eclipse open source organization. Dostarcza zbioru dobrych praktyk opracowanych przez głównych teoretyków oprogramowania oraz społeczność programistów, który pokrywa szeroki zbiór zapotrzebowań. 
OpenUP zachowuje podstawowy charakter Rational Unified Process, w tym: 
- iteracyjne wytwarzanie oprogramowania
- wytwarzanie sterowane przypadkami użycia (use-case) i scenariuszami
- zarządzaniem ryzykiem
- podejściem skoncentrowanym na architekturze (architekturocentrycznym, ang. architecture-centric approach)

Najbardziej lekka i zwinna (Agile) forma OpenUP: OpenUP/Basic, jest przeznaczona dla małych zespołów zainteresowanych metodykami zwinnymi. Małe zespoły składają się z 3 do 6 osób i opracowują projekty o czasie trwania od 3 do 6 miesięcy.